# Praça Rui Barbosa
Praça Rui Barbosa és una plaça situada a la ciutat central de Belo Horizonte. És més conegut com la Praça da Estação (Plaça de l'Estació) que es troba fora de l'edifici de l'antiga estació del Ferrocarril Central del Brasil, en l'actualitat el Museu d'Arts i Oficis (MAO). L'entrada de l'estació central de metro de Belo Horizonte també es troba en aquesta praça.